# Gaston Darboux
Jean Gaston Darboux (14 août 1842, Nîmes – 23 février 1917, Paris) est un mathématicien français.

## Biographie

### Enfance et études prédoctorales
Fils de commerçant en mercerie, Gaston Darboux est élève tout d'abord dans une institution protestante, puis au lycée impérial de Nîmes. Après l'obtention des baccalauréats ès lettres et ès sciences il rejoint en 1859 le lycée impérial de Montpellier pour suivre la classe de mathématiques spéciales du professeur Berger. Admissible aux examens oraux de l'École polytechnique en 1860, Gaston Darboux préfère ne pas s'y rendre et effectuer une seconde année de mathématiques spéciales. À l'issue des examens de 1861, il se classe premier à la fois à l'admission de l'École normale supérieure et à celle de l'École polytechnique. Après que Pasteur (camarade de son maître Berger à l'École normale supérieure, promotion 1843) et Rouland (ministre de l'Instruction Publique) furent intervenus pour les inciter, lui et Berger, à ne pas choisir Polytechnique, Darboux opte finalement pour l'École normale.
Il part donc à Paris pour faire de 1861 à 1864 des études supérieures scientifiques à l'École normale supérieure sous la direction de Pasteur, où il suit les conférences de mathématiques de Joseph Bertrand, Charles Briot et Victor Puiseux, et à la faculté des sciences de Paris, où il suit les cours de calcul différentiel et intégral de Louis Lefébure de Fourcy et les cours de mécanique rationnelle de Joseph Liouville. Il y obtient la licence ès sciences mathématiques le 10 juillet 1863 et la licence ès sciences physiques le 7 août de la même année.

### Début de carrière
Titulaire du certificat d'aptitude à l'agrégation des sciences mathématiques en 1864 il occupe durant deux ans le statut de préparateur pour les mathématiques et de sous-bibliothécaire pour les sciences à l’École normale supérieure, statut que Pasteur fait créer spécialement pour lui. Il est parallèlement suppléant pour la classe de mathématiques spéciales au lycée Saint-Louis de janvier à septembre 1865. Il prépare durant cette période une thèse sur les surfaces orthogonales pour le doctorat ès sciences mathématiques qu'il obtient devant la faculté des sciences de Paris en 1866. Il est suppléant de Joseph Bertrand au Collège de France durant l'année 1866-67 et rejoint ensuite le lycée Louis-le-Grand (puis Descartes) d'abord comme suppléant de Jean-Claude Bouquet en classe de mathématiques spéciales en 1867-1868 puis (10 sept. 1868) comme professeur divisionnaire (2e classe) où il remplace Jean-Claude Bouquet, nommé à l'École normale supérieure. Il fonde, en 1870, le Bulletin des sciences mathématiques.

### Reconnaissance
En octobre 1872 il est nommé maître de conférences à l'École normale supérieure, en remplacement de Pierre-Ossian Bonnet. Il est suppléant de Liouville à la chaire de mécanique rationnelle de la faculté des sciences de Paris de 1873 à 1878, puis suppléant pour la chaire de géométrie supérieure de 1878 à 1880 où il succède à Michel Chasles le 9 avril 1881. Il reçoit en 1876 le grand prix de l'Académie des sciences pour un mémoire sur les solutions singulières des équations différentielles du premier ordre dont il est élu membre en mars 1884, remplaçant Victor Puiseux. Il succède à Edmond Hébert comme doyen de la faculté des sciences de Paris le 12 novembre 1889 et occupe ces fonctions jusqu'en mars 1903. Durant son décanat ont lieu la reconstruction de la Sorbonne et la création de la nouvelle université de Paris. Le 21 mai 1900 il succède à Joseph Bertrand comme secrétaire perpétuel de l'Académie des sciences. Il est fait membre étranger de la Royal Society en 1902, ainsi que membre correspondant de l'Académie roumaine. En 1903 il est élu au Bureau des longitudes. Il devient vice-président du Conseil supérieur de l'instruction publique en 1908. En novembre 1912 il est nommé président du conseil des observatoires astronomiques, en remplacement de Henri Poincaré décédé, puis en 1913 président du conseil du bureau central météorologique. Il est lauréat de la médaille Sylvester de la Royal Society en 1916.
Il est également président du conseil d'administration de l'Institut Pasteur et président durant dix-sept ans de la Société des amis des sciences.

### Décorations
Officier d'Académie le 10 janvier 1872, officier de l'Instruction publique le 10 janvier 1877. Chevalier (27 juillet 1879), officier (5 janvier 1892), commandeur (10 août 1899) et enfin grand officier de la Légion d'honneur (décret du 16 février 1910).

## Travaux
Ses travaux concernent l'analyse (intégration, équations aux dérivées partielles) et la géométrie différentielle (étude des courbes et des surfaces). Ils ont été une source d'inspiration pour les frères Cosserat (« milieux à directeur ») aussi bien que pour Élie Cartan (« méthode du repère mobile »).
Gaston Darboux est également l'auteur d'un éloge historique de Henri Poincaré.

#### Bases de données et dictionnaires
- Ressources relatives à la recherche :   - Biodiversity Heritage Library
  - La France savante
  - Mathematics Genealogy Project
  - Persée
  - Scopus
- Ressource relative à la vie publique :   - base Léonore
- Notices dans des dictionnaires ou encyclopédies généralistes :   - Britannica
  - Brockhaus
  - Den Store Danske Encyklopædi
  - Deutsche Biographie
  - Enciclopedia italiana
  - Enciclopedia De Agostini
  - Gran Enciclopèdia Catalana
  - Hrvatska Enciklopedija
  - Internetowa encyklopedia PWN
  - Nationalencyklopedin
  - Proleksis enciklopedija
  - Treccani
  - Universalis
  - Visuotinė lietuvių enciklopedija
- Notices d'autorité :   - VIAF
  - ISNI
  - BnF (données)
  - IdRef
  - LCCN
  - GND
  - Italie
  - Japon
  - CiNii
  - Espagne
  - Pays-Bas
  - Pologne
  - Israël
  - NUKAT
  - Catalogne
  - Suède
  - Tchéquie
  - Portugal
  - WorldCat